# فرانز زافير ريختر
كان فرانز زافير ريختر (1 ديسمبر 1709 - 12 سبتمبر 1789) مغنيًا وعازف كمان ومؤلف موسيقي وقائد أوركسترا وباحث في نظرية الموسيقى نمساوي مورافي، قضى معظم حياته في البداية في النمسا ولاحقًا في مانهايم وستراسبورغ، حيث كان مدير الموسيقى في الكاتدرائية. بدءًا من عام 1783، كان تلميذ هايدن المفضل، إجناز بلايل، نائبه في الكاتدرائية. 
كان من أكثر المؤلفين تقليديةً من الجيل الأول الذي يُسمى مدرسة مانهايم، وقد حظي بتقدير كبير في أيامه كمؤلف موسيقي طباقي. كان يهتم بنفس القدر بأسلوب الكونشرتو وأسلوب الكنيسة الصارم. سمع موزارت قداسًا لريختر أثناء رحلة عودته من باريس إلى سالزبورغ عام 1778 ووصفها بأنه مكتوب بشكل ساحر. على الأرجح، كان ريختر، كما يظهر بوضوح في نقش معاصر له، من أوائل قادة الفرق الموسيقية الذين حملوا ورقة موسيقية في يدهم أثناء الأداء. 
كتب ريختر بشكل رئيسي سيمفونيات وكونشيرتوات لآلات النفخ والبوق وموسيقى الحجرة والكنيسة وحظيت موسيقى القداس الخاصة به بمديح مميز. عاش في فترة انتقالية، وشكلت سمفونياته بطريقة ما إحدى الحلقات المفقودة بين جيل باخ وهاندل والكلاسيكية الفيينية. على الرغم من كونه مؤلفًا طباقيًا في بعض الأحيان بطريقة مدروسة، إلا أن أعمال أوركسترا ريختر تُظهر دافعًا وحيوية كبيرة. حتى سنوات قليلة مضت، برز ريختر مع تسجيل كونشيرتوات البوق في مفتاح راي الكبير الخاص به ولكن مؤخرًا عزف عدد من الأوركسترات والمجموعات العديد من مقطوعاته، ولا سيما السمفونيات والكونشيرتوات الخاصة به. كان أيضًا على علاقة ودية مع هايدن وموزارت. 
من المُرجح أن فرانز زافير ريختر وُلد في هوليشاو، هوليشوف الآن، في مورافيا (التي كانت جزءًا من مملكة هابسبورغ، الآن جمهورية التشيك)، على الرغم من أن هذا ليس مؤكدًا تمامًا. لا يوجد سجل لميلاده في سجل كنيسة هوليشاو. نص عقد عمله مع الأمير أبوت كمبتن أنه ينحدر من بوهيميا. يعتقد خبير الموسيقى فريدريش فيلهلم ماربورغ أن ريشتر هو من أصل مجري وذُكر على شهادة وفاته في ستراسبورغ: «ينحدر من كراتز». 
على الرغم من عدم توثيق مكان إقامته حتى عام 1740، فمن الواضح أن ريختر تلقى تدريبًا شاملًا للغاية في أسلوب الطباق الموسيقي، وأنه استعان بكتاب يوهان جوزيف فوكس المُسمى غرادس أد بارناسوم؛ وربما كان ريختر تلميذ فوكس في فيينا. إن إتقان ريختر لأسلوب الكنيسة الصارم الذي يتجلى بشكل خاص في أعماله الشعائرية ولكن أيضًا في سمفونياته وموسيقى الحجرة الخاصة به، هو شهادة على مهاراته النابعة من موسيقى الباروك النمساوية والألمانية الجنوبية. 

## لقاء ريختر وموزارت عام 1778
التقى كل من وولفغانغ أماديوس موزارت ووالده ليوبولد ريختر. التقى ريختر موزارت عندما كان الأخير صبيًا في جولته عائلته الكبرى في عام 1763 عندما وصلت عائلة موزارت إلى بلدة شويتزنجن، المقر الصيفي لبالاتينات الانتخابية. التقى به موزارت مرة أخرى عام 1778 في طريق عودته من باريس عندما كان متجهًا إلى سالزبورغ بعد أن فشلت خططه في الحصول على وظيفة دائمة في مانهايم أو باريس. في رسالة إلى والده، بتاريخ 2 نوفمبر 1778، يبدو أن موزارت أشار إلى أن ريختر كان مدمنًا على الكحول آنذاك: 
«لا تستطيع ستراسبورغ الاستغناء عني. لا يمكنك تخيل كم أنا محبوب هنا. يقول الناس أنني نزيه ومنتظم ومهذب، ويمدحون أخلاقي. الكل يعرفني. بمجرد أن سمعوا باسمي، جاء كل من أندرياس سيلبرمان ويوهان أندرياس سيلبرمان وهير هيب (عازف أرغن) لاستدعائي، وكذلك الكابيلميستر ريختر. لقد امتنع الآن عن الشرب كثيرًا؛ بدلًا من شرب أربعين زجاجة نبيذ في اليوم، أصبح يشرب عشرين فقط! ... إذا مات الكاردينال (كان مريضًا جدًا عند وصولي)، فربما سيتحسن وضعي أكثر، لأن هير ريختر يبلغ من العمر ثمانية وسبعين عامًا. وداعًا الآن! كُن مبتهجًا وارفع معنوياتك، وتذكر أن ابنك هو في حالة جيدة حمدًا لله، وأنه فرح لأن سعادته تقترب يوميًا أكثر فأكثر. سمعت يوم الأحد الماضي قداسًا جديدًا لهير ريختر، وهو مكتوب بشكل ساحر». 
لم يكن موزارت شخصًا يشيد بالآخرين بسهولة، بالتالي كان مدحة لريختر إشادة كبيرة بالفعل. 